# Tatič
Tatič je mladinska povest Franceta Bevka iz leta 1923. Povest pripoveduje starejši ugleden gospod, ki pripoveduje o svojih tatvinah, ki jih je zagrešil kot otrok. Odraščal je v revni družini, ta pa ga pošlje na delo v prodajalno. Z očetom sta se odpravila v mesto. Sin nekaj časa pridno dela, nato pa prične krasti, sprva predvsem manjše stvari. Z nakradenim si je plačal vstopnico v cirkus. Kmalu je pričel s krajami večjih in dražjih stvari. Nekega dne je bil poklican v kuhinjo, kjer je pokazal ves nakraden denar, gospodar ga je okaral. Naslednjega dne je odšel z očetom nazaj domov, kjer je kasneje postal čevljar.